# Türkmenisztán történelme
Türkmenisztán történelme egészen a korai ókorig nyúlik vissza. Innen, a  Kara-Kum déli részéről indult meg Kr. e. 2000 körül az Indoeurópai vándorlás. A mai Türkmenisztán az ókor alatt több világbirodalom alá tartozott. Kr. u. 650 körül az egyre nagyobb Iszlám birodalom foglalta el az országot. A türkmének a 8. században érkeztek ide, valószínűleg Mongólia déli részéről. 1215 táján a Mongol világbirodalom hódította meg Türkmenisztánt. 1880 körül az Orosz Birodalom vonult be és hódította meg. 1936-ban jött létre a Szovjetunió részeként a Türkmén Szovjet Szocialista Köztársaság. 1991. október 26-án Türkmenisztán kikiáltotta függetlenségét. Az új ország első elnöke a Türkmén SZSZK korábbi vezetője, Saparmyrat Nyýazow lett, aki felvette a minden türkmének atyja elnevezést. Nyýazow 2006-os halála után a választásokat 89,75%-kal fogadott fia, Gurbanguly Berdimuhamedow nyerte. 

## Őskori történelem
Türkmenisztán őskoráról kevés információnk van. Feltételezések szerint itt már éltek ősemberek,de pontos forrásokat nem tudunk megjelölni.

## A korai ókor
Türkmenisztán eleinte nomádok, félnomádok által lakott terület volt. Az egyéb nomád törzsek Kr. e. 2000 táján elindultak nyugat felé. Ezt a folyamatot nevezzük Indoeurópai vándorlásnak. Türkmenisztán a mai napig büszke arra,hogy az ő területükön több ismert nyugati nép élt eredetileg. 

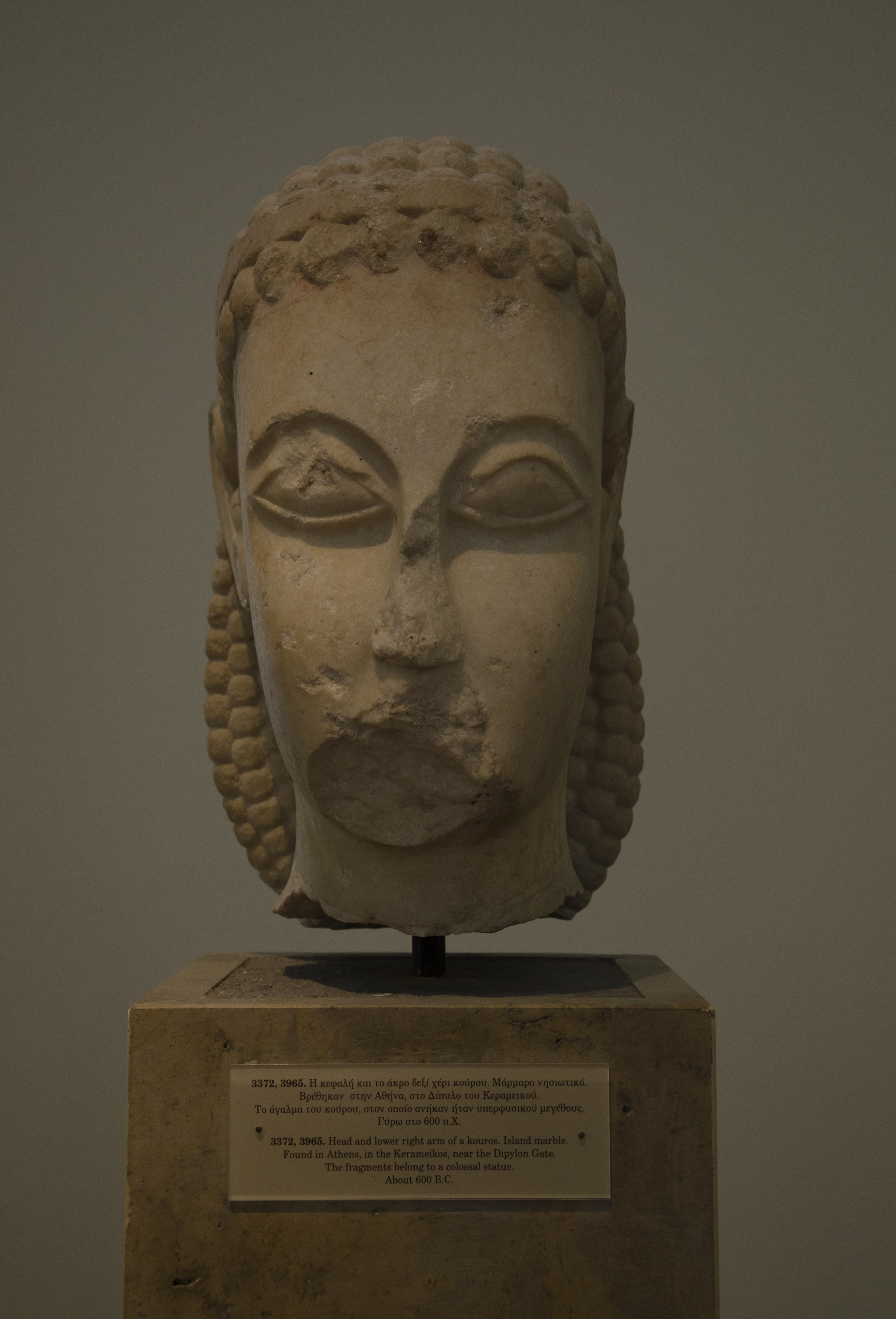
II. Kürösz, Türkmenisztán meghódítója

Kr. e. 540 körül II. Kürosz perzsa király foglalta el, és szervezte tartománnyá Türkmenisztánt. Az ország ekkor Perzsia egyik legfontosabb területe volt. Az itt található maradványok leginkább Akhaimenida emlékeket tartogatnak magukban.

## A hellenisztikus Türkmenisztán
Kr. e. 330 körül III. Alexandrosz, Makedónia királya elfoglalta Perzsiát, ezzel Türkmenisztán makedón gyarmat lett. Nagy Sándor egyre növekvő világbirodalma végül az uralkodó 323-as babiloni halálával ért véget. Türkmenisztán ekkor két részre lett osztva: déli részén a Szeleukida birodalom,északnyugaton pedig Görög-Baktria jött létre. Az ország egészen kr. e. 90-ig állt fenn. (A birodalom királyait lásd itt: Görög-Baktria uralkodóinak listája)

## A középkor
224-ben Türkmenisztán a Szeleukida birodalom legészakibb tartománya lett. Miután a birodalom a 4. század közepén hanyatlásnak indult, Türkmenisztánt egyre többször kirabolták, falvait leégették és a lakókat is elhurcolták.
680 táján Abdul-Malik arab kalifa erőszakkal elfoglalta Türkmenisztánt, a lakókat is iszlám hitre térítette. A 8. század elején megjöttek a pogány hitű türkmének, akik szintén felvették a mohamedán vallást.
1000 körül a Kara-Kum déli részét a szeldzsukok kebelezték be saját birodalmukba. 1215 környékén a tatárok elfoglalták Türkmenisztánt, az itteni királyt pedig a monda szerint elkergette, amúgy a valóságban hosszas üldözés után elfogta és megégette.

## Homály (1300-19. század közepe)
Türkmenisztán történelmét kb. ötszáz évig homály fedi. Valószínűleg több birodalom is magáénak követeli.

## Az orosz megszállás és Szovjetunió
1880 körül az Orosz Birodalom foglalta el Türkmenisztánt. Ekkor jöttek létre a kisebb-nagyobb települések. Ilyen volt például Aşgabat, a későbbi főváros is. 

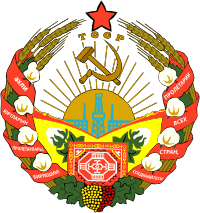
A Türkmén SZSZK címere

1917-ben megalakult a Szovjetunió. Több évi viszálykodás és területváltozás után 1927-ben jött létre a Türkmén Szovjet Szocialista Köztársaság.  
Az 1936-os területrendezés során a Türkmén SZSZK lett a Szovjetunió legnagyobb autonóm köztársasága. Aşgabat ekkor kapta meg városi rangját. 1939-ben megnyílt a környék első kórháza. A sérültek legtöbbje a második világháborúban megsérült szovjet katonák voltak. A szülészosztályon született 1940-ben Saparmyrat Nyýazow későbbi köztársasági elnök is, aki a város egyetlen híres szülötte.

## A nagy Türkmenbasi

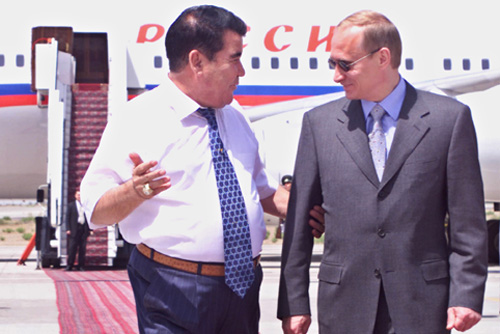
Saparmurat Nyyazow és Vlagyimir Putyin 2000-ben

1991. október 26-án Türkmenisztán (Türkmén köztársaság) kikiáltotta függetlenségét.  
Az új ország első elnöke Saparmyrat Nyýazow lett. Az új országot novemberben ismerték el hivatalosan. Még abban az évben Türkmenisztánt felvették az ENSZ-be. Nyýazow sztálinista módszerrel kormányzott. Felvette a türkmenbasi (,,Minden türkmének atyja´´) elnevezést. Nyýazow 2005-ben kijelentette,hogy eltávolodik a Független Államok Közösségétől, valamint 2010-ig változtat a választási rendszeren.
Nyyazow 2006. december 21-én hunyt el. Halálát először a türkmén állami televízió jelentette be. Egyesek szerint a nagy türkmenbasi már 21. előtt meghalt.

## 2006 után
A Nyýazow halála utáni első választást 2007 februárjában tartották. A választásokat a korábbi igazságügy-miniszter – egyben Nyyazow fogadott fia – Gurbanguly Berdimuhamedow nyerte 89,75%-kal. Egyes vélemények szerint a választási eredmény nem volt tisztességes.

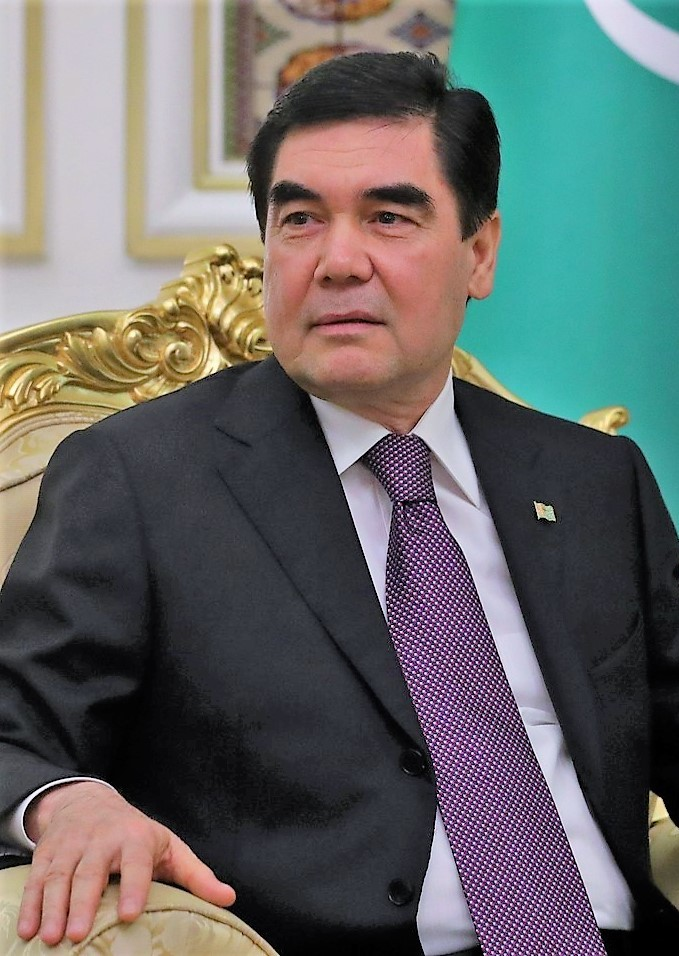
Gurbanguly Berdimuhamedow

## Fordítás
Ez a szócikk részben vagy egészben  a   History of Turkmenistan című angol Wikipédia-szócikk fordításán alapul.  Az eredeti cikk szerkesztőit annak laptörténete sorolja fel. Ez a jelzés csupán a megfogalmazás eredetét és a szerzői jogokat jelzi, nem szolgál a cikkben szereplő információk forrásmegjelöléseként.